# Онот (село)
Онот — село в Черемховском районе Иркутской области России. Административный центр Онотского муниципального образования. Находится примерно в 82 км к юго-западу от районного центра.

## Население
| 2002 | 2010 | 2011 | 2012 |
| ---- | ---- | ---- | ---- |
| 1010 | ↘872 | ↘869 | ↘860 |